# Chlorota nasuta
Chlorota nasuta är en skalbaggsart som beskrevs av Ohaus 1905. Chlorota nasuta ingår i släktet Chlorota och familjen Rutelidae. Inga underarter finns listade i Catalogue of Life.